# 女凱龍星

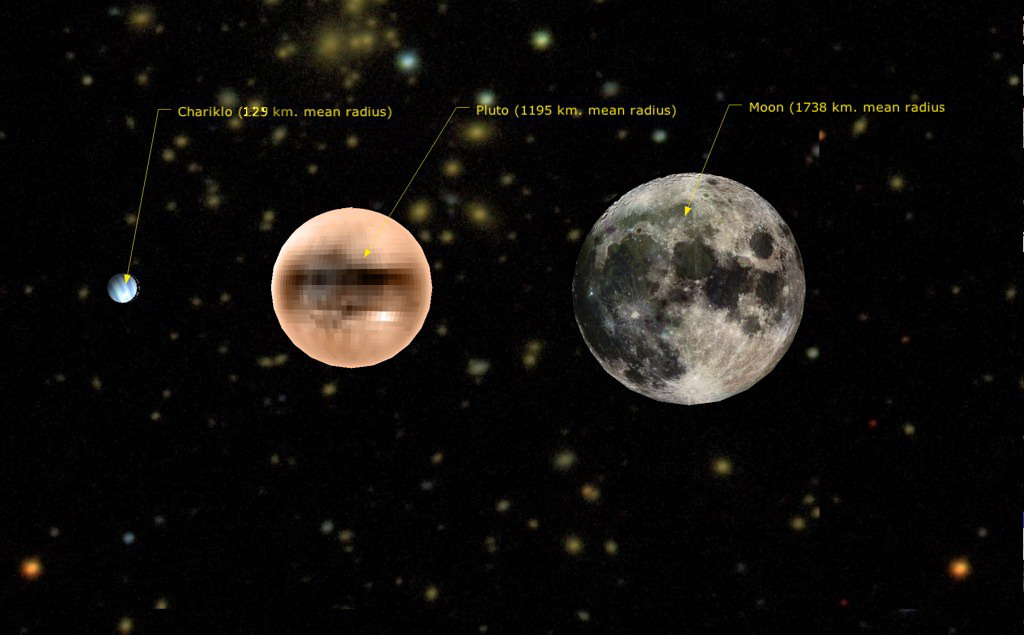
10199 女凱龍星（左），冥王星（中）、和月球（右）以平均半徑為基礎的比較。

10199 女凱龍星（Chariklo，/ˈkærəkloʊ/）是確認的最大的半人馬小行星（外太陽系的小天體）。它在土星和天王星之間繞著太陽運行，並會掠過天王星軌道。在2014年3月26日，天文學家宣佈通過觀測恒星掩星 ，發現了兩個行星環（昵稱為奧亞波克河和Chuí溪）。使它成為第一顆已知有環的小行星。
2001年的一項光度研究未能找到確定的自轉週期，紅外觀測表明存在水冰，實際上其可以位於環中。它可能是一顆矮行星。

## 發現和命名
女凱龍星是詹姆斯·斯科蒂在太空監視計畫中於1997年2月15日發現的。它以寧芙查理洛（Χαρικλώ）命名，是凱龍的妻子和阿波羅的女兒
德國占星家羅伯特·馮·希倫（Robert von Heelen）於20世紀90年代末設計了一個源自2060凱龍的符號，即。它用一個C代替了凱龍的K。

## 大小和形狀
女凱龍星是現時已知最大的半人馬小行星，體積當量直徑約為250公里。它的形狀可能是細長的，尺寸為287.6×270.4×198.2km。225 km（140 mi）的(523727) 2014 NW65可能是第二大的，220 km（140 mi）的2060 凱龍可能是第三大的。

## 軌道
起源於古柏帶的半人馬小行星，處於動態不穩定的軌道，這將導致從太陽系逃逸，或與行星或太陽發生撞擊，或過渡成為短週期彗星。
女凱龍星的軌道比毒龍星、凱龍和人龍星的軌道更穩定。女凱龍星位於天王星4:3共振的0.09AU範圍內，估計其軌道半衰期相對較長，約為10.3百萬年。對20周的女凱龍星軌道模擬表明，女凱龍星在大約三萬年內不會開始定期進入天王星的3AU（450Gm）範圍。
在2003-4年的近日點衝的年代，女凱龍星的視星等為+17.7。截至2014年，女凱龍星距離太陽14.8AU。

太陽·
木星·
土星·
天王星·
10199 女凱龍星。

女凱龍星在距離天王星0.09AU範圍內的軌道運行，與天王星有著4:3的平均運動共振。

## 環

一位藝術家繪製的帶有環的女凱龍星。

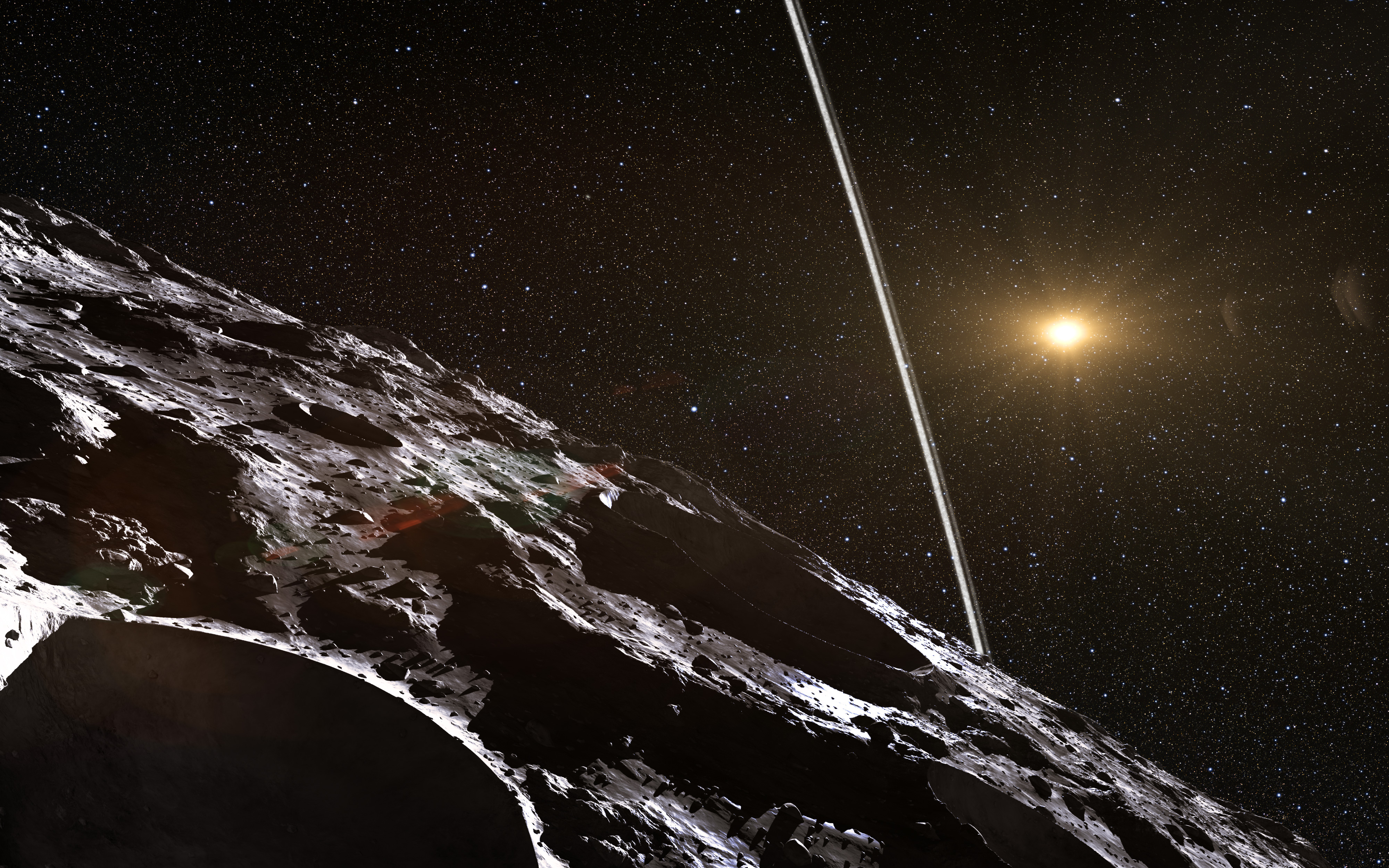
藝術家對女凱龍星表面及環的想像。

2013年的恆星掩星揭示了女凱龍星有兩個行星環，半徑分別為386和400km，寬度分別為6.9km和0.12km，兩道環相距約14。這使得女凱龍星成為已知最小的有環的天體。這些環在2008年以邊緣朝向地球方向，這可以解釋2008年之前女凱龍星變暗，之後變亮的原因。儘管如此，女凱龍星的細長形狀解釋了大多數亮度變化，導致環比先前確定的更暗。此外，如果水冰在女凱龍星的環中，這些環可以解釋在2008年之前，女凱龍星光譜中水冰特徵的逐漸消失，以及水冰特徵之後的再次出現。
在一顆小行星周圍存在一個環系統是出乎意料的，因為人們認為環只能在質量更大的天體周圍穩定。儘管通過直接成像和恆星掩星的技術對小天體周圍的環形系統進行了蒐索，但之前都沒有發現它們。女凱龍星的環應該會在最多幾百萬年的時間內散開，所以它們要麼很年輕，要麼就是被質量與環相當的牧羊犬衛星活動所約束著。然而，其它的研究表明，女凱龍星的細長形狀與快速旋轉相結合，可以通過林達博共振清除赤道盤中的物質，並解釋環的生存和位置，這一機制也適用於妊神星環。
該團隊以構成巴西北部和南部沿海邊界的兩條河流的名字，為這兩個環起了綽號：奧亞波克河（內部較堅固的環）和楚伊溪]（外部環）。正式名稱的申請將於稍後提交給IAU。
2022年10月18日，韋伯太空望遠鏡觀測女凱龍星掠過 GAIA 6873519665992128512號恆星時，清楚紀錄由女凱龍星光環產生的光度變化曲線。
據推測，凱龍可能有一對類似的環 。

## 勘探
卡蜜拉號是2018年6月發佈的一個任務概念，將發射一艘太空船探測器，執行一次女凱龍星的飛越，並拋出一個由鎢製成的100（220磅）撞擊器，期望在飛越期間能挖掘一個約10米（33英尺）深的撞擊坑，用於在遠程進行分析。儘管尚未正式提出競爭資金，但該任務將被設計為符合美國國家航空暨太空總署（NASA）新疆界計畫的成本上限。這艘太空船預計將於2026年9月發射，利用金星（2027年2月）和地球（2027年12月和2029年12月）的重力輔助，使其加速航向木星。

## 外部連結
- 37th DPS: Albedos, Diameters (and a Density) of Kuiper Belt and Centaur Objects
- Chariklo Photo (February 1999)
- Chariklo's orbit between Saturn and Uranus.
- Demonstration of how centaur 10199 Chariklo is currently controlled by Uranus (Solex 10)
- AstDys （页面存档备份，存于）軌道要素
- Orbital simulation （页面存档备份，存于） from JPL (Java) / Ephemeris （页面存档备份，存于）
- 女凱龍星 at AstDyS-2, Asteroids—Dynamic Site
  - Ephemeris · Observation prediction · Orbital info · Proper elements · Observational info
- NASA JPL小天體瀏覽器上的女凱龍星

| 前一小行星： 小行星10198 | 小行星列表 | 後一小行星： 小行星10200 |